# Pla de les Llaurades
El Pla de les Llaurades és una plana del municipi d'Àger, situada a 900 msnm a la comarca de la Noguera.